# 510

## Nașteri
- dată necunoscută: Totila  (d. 552)
- dată necunoscută: Rodelinda a longobarzilor  (d. ?)

## Decese
- Tato, rege al longobarzilor (n. ?)